# Garnet Exelby
Pour les articles homonymes, voir Exelby.
John Garnet Exelby (né le 16 août 1981 à Craik ville de la Saskatchewan au Canada) est un joueur professionnel de hockey sur glace.

## Carrière en club
Il commence sa carrière avec les Blades de Saskatoon de la ligue junior de la Ligue de hockey de l'Ouest en 1998. À l'issue de la saison, il est choisi par les Thrashers d'Atlanta lors de la huitième ronde du repêchage d'entrée dans la Ligue nationale de hockey, premier repêchage de la nouvelle franchise.
Au lieu de rejoindre la LNH, il continue à jouer pour les Blades encore deux saisons puis passe sous les couleurs des Pats de Regina pour la fin de la saison 2000-01. En 2001, il signe son premier contrat professionnel avec les Wolves de Chicago de la Ligue américaine de hockey, équipe affiliée aux Thrashers, et remporte à l'issue de la saison la Coupe Calder du vainqueur des séries éliminatoires.Il passe encore une saison dans la LAH avant de faire ses débuts avec les Thrashers avant la fin de la saison. Il évolue toujours en tant que défenseur rugueux de l'équipe, n'hésitant pas à « tomber les gants » pour s'expliquer avec les adversaires. En juillet 2007, il signe une prolongation de contrat avec les Thrashers. En 2009, il est échangé aux Maple Leafs de Toronto, en compagnie de Colin Stuart en échange de Pavel Kubina et Tim Stapleton.

## Statistiques
| Saison     | Équipe                   | Ligue      |     | Saison régulière | Saison régulière | Saison régulière | Saison régulière | Saison régulière |   | Séries éliminatoires | Séries éliminatoires | Séries éliminatoires | Séries éliminatoires | Séries éliminatoires |
| Saison     | Équipe                   | Ligue      | PJ  | B                | A                | Pts              | Pun              | PJ               | B | A                    | Pts                  | Pun                  |                      |                      |
| 1998-1999  | Blades de Saskatoon      | LHOu       | 61  | 5                | 3                | 8                | 91               | -                | - | -                    | -                    | -                    |                      |                      |
| 1999-2000  | Blades de Saskatoon      | LHOu       | 63  | 1                | 8                | 9                | 79               | 11               | 0 | 2                    | 2                    | 21                   |                      |                      |
| 2000-2001  | Blades de Saskatoon      | LHOu       | 43  | 5                | 10               | 15               | 110              | -                | - | -                    | -                    | -                    |                      |                      |
| 2000-2001  | Pats de Regina           | LHOu       | 22  | 2                | 8                | 10               | 51               | 6                | 0 | 2                    | 2                    | 2                    |                      |                      |
| 2001-2002  | Wolves de Chicago        | LAH        | 75  | 3                | 4                | 7                | 257              | 25               | 0 | 4                    | 4                    | 49                   |                      |                      |
| 2002-2003  | Wolves de Chicago        | LAH        | 53  | 3                | 6                | 9                | 140              | 9                | 0 | 1                    | 1                    | 27                   |                      |                      |
| 2002-2003  | Thrashers d'Atlanta      | LNH        | 15  | 0                | 2                | 2                | 41               | -                | - | -                    | -                    | -                    |                      |                      |
| 2003-2004  | Thrashers d'Atlanta      | LNH        | 71  | 1                | 9                | 10               | 134              | -                | - | -                    | -                    | -                    |                      |                      |
| 2005-2006  | Thrashers d'Atlanta      | LNH        | 75  | 1                | 9                | 10               | 75               | -                | - | -                    | -                    | -                    |                      |                      |
| 2006-2007  | Thrashers d'Atlanta      | LNH        | 58  | 2                | 8                | 10               | 56               | 4                | 0 | 0                    | 0                    | 6                    |                      |                      |
| 2007-2008  | Thrashers d'Atlanta      | LNH        | 79  | 2                | 5                | 7                | 85               | -                | - | -                    | -                    | -                    |                      |                      |
| 2008-2009  | Thrashers d'Atlanta      | LNH        | 59  | 0                | 7                | 7                | 120              | -                | - | -                    | -                    | -                    |                      |                      |
| 2009-2010  | Maple Leafs de Toronto   | LNH        | 51  | 1                | 3                | 4                | 73               | -                | - | -                    | -                    | -                    |                      |                      |
| 2010-2011  | IceHogs de Rockford      | LAH        | 77  | 3                | 10               | 13               | 128              | -                | - | -                    | -                    | -                    |                      |                      |
| 2011-2012  | Griffins de Grand Rapids | LAH        | 75  | 7                | 14               | 21               | 177              | -                | - | -                    | -                    | -                    |                      |                      |
| 2012-2013  | Bruins de Providence     | LAH        | 52  | 2                | 7                | 9                | 95               | 12               | 0 | 2                    | 2                    | 31                   |                      |                      |
| 2013-2014  | Admirals de Norfolk      | LAH        | 72  | 0                | 18               | 18               | 111              | 8                | 0 | 1                    | 1                    | 0                    |                      |                      |
| 2014-2015  | Dornbirner EC            | EBEL       | 17  | 0                | 0                | 0                | 82               | -                | - | -                    | -                    | -                    |                      |                      |
| 2015-2016  | Suns de Sun Valley       | BDHL       | 2   | 0                | 0                | 0                | 9                | -                | - | -                    | -                    | -                    |                      |                      |
| Totaux LNH | Totaux LNH               | Totaux LNH | 408 | 7                | 43               | 50               | 584              | 4                | 0 | 0                    | 0                    | 6                    |                      |                      |